# Vincenz von Abele (1854–1917)
Vincenz Freiherr von Abele, avstrijski general, * 19. december 1854, † 14. april 1917.

## Življenjepis
V letih 1903−1909 je bil poveljnik 6. dragonskega polka. 1. januarja 1914 je bil poslan na dopust (bil dejansko odpuščen iz vojaške službe).

## Pregled vojaške kariere
Napredovanja
- generalmajor: 1. maj 1909 (z datumom nastopa 21. maj 1909)
- podmaršal: 31. oktober 1912 (z datumom nastopa 6. november 1912)